# Ermita de Sant Vicent de Catí
L'Ermita de Sant Vicent de Catí (Alt Maestrat, País Valencià) és un edifici religiós que es va començar a construir en 1610, en el més alt de la Serra de Sant Vicent. L'obra es va acabar en 1618 i la primera missa es va celebrar en 1620. Des d'ella s'observa una magnífica panoràmica que abasta des del poble de Xert fins a l'ermita de Santa Bàrbara de Tírig.
Presenta un aspecte sòlid i auster per la construcció en maçoneria i sòlids contraforts. L'edifici té 20 m de llarg i 7 d'ample. Té l'escut del picapedrer Pedro del Sol, tres petites finestres laterals a l'est i un afronti a l'altar major, prop de la porta per a poder veure bé la imatge del sant. El sostre està construït a doble vessant. Hi ha una casa per a l'ermità adossada a la paret dreta de la qual només queda la façana. L'interior és d'una sola nau, de planta rectangular. L'espai queda dividit en tres trams per dos arcs de traçat lleugerament apuntats que arrenquen del mateix mur. En la capçalera se situa la capella major.